# Вичнаши
Вичнаши (груз. ვიჩნაში) — село в Грузии, на территории Местийского муниципалитета края (мхаре) Самегрело-Верхняя Сванетия.

## География
Село находится в северо-западной части Грузии, на правом берегу реки Ингури, на расстоянии приблизительно 17 километров (по прямой) к юго-востоку от посёлка городского типа Местиа, административного центра муниципалитета. Абсолютная высота — 1720 метров над уровнем моря.

## Население
По результатам официальной переписи населения 2014 года в Вичнаши проживало 18 человек (10 мужчин и 8 женщин). В национальной структуре населения грузины составляли 100 %.
| Год  | Население, человек |
| ---- | ------------------ |
| 2002 | 30                 |
| 2014 | ↘ 18               |